# Niphonatossa mussardi
Niphonatossa mussardi là một loài bọ cánh cứng trong họ Cerambycidae.